# Dominique Schelcher
Pour les articles homonymes, voir Schelcher.
Dominique Schelcher, né le 11 avril 1971 à Colmar, est un dirigeant d'entreprise français, PDG de Coopérative U depuis le 16 mai 2018.

## Biographie

### Origines et débuts
Les parents de Dominique Schelcher gèrent l'épicerie coopérative de Fessenheim à partir de 1969 et la transforment progressivement jusqu'à devenir un Super U dans les années 1980. Il intègre l'École supérieure des sciences commerciales d'Angers (ESSCA) en 1989 pour en ressortir diplômé en Commerce-marketing en 1993. Il rédige un mémoire de fin d'études sur l'avenir de la presse quotidienne régionale. Après ses études, il travaille 3 ans pour le journal L'Alsace, chargé du marketing du Journal des Enfants sous la direction de Rémy Pflimlin,.

### 1998: évolution au sein de Coopérative U
En 1998, Dominique Schelcher rejoint le Super U familial de Fessenheim et en prend la direction en 2004. En 2006, il devient administrateur de la centrale régionale Coopérative U Est puis responsable de son développement en 2007. En juillet 2009, il accède à la tête de Système U Est et devient administrateur national de Coopérative U.
Dominique Schelcher a contribué au lancement de U d'Alsace en 2009, démarche de promotion de la production locale et régionale, reprise par la suite dans de nombreux bassins de consommation par l’enseigne U. Au titre de son engagement national dans le groupement U, il pilote l'harmonisation des systèmes d'information du groupe, débouchant en 2011 sur la création de U GIE Iris, le GIE informatique de Coopérative U, dont il est le PDG jusqu'à fin 2017,.
En 2012 il laisse la barre de son magasin de Fessenheim à Olivier Porcu pour se focaliser et se préparer à la succession de Serge Papin.
À partir de 2014, il coanime le comité stratégique de l’enseigne. En avril 2017, Dominique Schelcher est nommé vice-président du groupe Système U, chargé du marketing et de la communication.

### 2018: PDG de Coopérative U
Le 17 mai 2018, Dominique Schelcher succède officiellement à Serge Papin au poste de PDG du groupe Système U, qui compte 1 500 points de vente et 65 000 collaborateurs, pour un mandat renouvelable de 6 ans. L'agenda du groupe prévoit la numérisation, le développement en Afrique francophone, et le rapprochement avec la centrale d’achats de Carrefour,. Il projette une augmentation du CA de 19,5 milliards d'euros en 2017 à 25 milliards en 2025.
À la suite de sa nomination, Système U introduit son nouveau slogan, « Commerçants autrement ». Dominique Schelcher confirme son engagement dans le projet gouvernemental Place au soleil qui encourage une mue des entreprises vers l'énergie solaire. Lors de sa première conférence de presse début septembre 2018, il présente la nouvelle application mobile U Y'a quoi dedans qui, connectée à l'Open Food Facts et accessible sans connexion, aide les consommateurs à identifier la présence de substances dites polémiques dans les produits de grande distribution.
Parallèlement à son mandat de PDG du groupe, et comme le veut la règle du groupement coopératif qu’il dirige, il conserve son poste d'associé au Super U de Fessenheim. Il a également fait du lobby pro-nucléaire en chiffrant l’impact qu’aurait la fermeture de la centrale nucléaire de Fessenheim sur les ventes de son Super U.
En mai 2024, il partage, auprès des associés de la coopérative réunis en Congrès, le nouveau nom de la coopérative ("Coopérative U"), ainsi que le plan stratégique de l'enseigne, qui doit la conduire aux 15% de parts de marché à l'horizon 2030.
En juin 2025, il est reconduit à l'unanimité pour un second mandat à la tête de Coopérative U.
En février 2025, il publie un ouvrage personnel, Le Bonheur est dans l’action, un abécédaire inédit afin de partager son expérience avec les lecteurs intéressés par le monde de l’entreprise.

### Autres fonctions
- Membre du bureau politique de la Fédération du commerce et de la distribution (FCD)
- Membre du bureau des Décideurs alsaciens de Paris

### Décorations
- Officier de l'ordre national du Mérite (nommé le 29 mai 2019[18], fait chevalier le 11 décembre 2019[19], promu officier de l'ordre le 15 mai 2025[19].)

## Publications
- Franck Rosenthal (préf. Dominique Schelcher), Donner du sens au commerce - La valeur du sens, éditions Kawa, janvier 2018 (ISBN 2367781729)
- Oliver Wyman et Dominique Schelcher (contributeur), La Révolution du retail, comment prendre l’avantage, 2018
- Dominique Schelcher, Le bonheur est dans le près, éditions de l’Archipel, mars 2022 (ISBN 9782809844221)[20]
- Philippe Rovira (préf. Dominique Schelcher), Gérer un rayon et un point de vente : Les clés de la performance, 21 août 2024 (ISBN 210086923X)
- Dominique Schelcher, Le bonheur est dans l’action - Des clefs pour réussir de A à Z, éditions de l’Aube, février 2025 (ISBN 9782815965354)